# Chico Lamba
Francisco Faria Camará Lamba (Bissau, 10 marzo 2003) è un calciatore portoghese, difensore del Saint-Étienne.

## Carriera

### Club
Lamba è cresciuto nel settore giovanile dello Sporting Lisbona, con cui ha debuttato in prima squadra il 22 ottobre 2022 nell'incontro di Primeira Liga vinto 3-1 contro il Casa Pia.
Al termine della stagione 2023-2024 è rimasto svincolato ed il 12 giugno ha firmato un triennale con l'Arouca.

### Nazionale
Ha giocato nelle nazionali giovanili portoghesi Under-16, Under-18 ed Under-19.

## Statistiche

### Presenze e reti nei club
Statistiche aggiornate all'11 settembre 2024.
| Stagione        | Squadra            | Campionato      | Campionato | Campionato | Coppe nazionali | Coppe nazionali | Coppe nazionali | Coppe continentali | Coppe continentali | Coppe continentali | Altre coppe | Altre coppe | Altre coppe | Totale | Totale | Totale |
| Stagione        | Squadra            | Comp            | Pres       | Reti       | Comp            | Pres            | Reti            | Comp               | Pres               | Reti               | Comp        | Pres        | Reti        | Pres   | Reti   |        |
| --------------- | ------------------ | --------------- | ---------- | ---------- | --------------- | --------------- | --------------- | ------------------ | ------------------ | ------------------ | ----------- | ----------- | ----------- | ------ | ------ | ------ |
| 2020-2021       | Sporting Lisbona B | CdP             | 12         | 0          | -               | -               | -               | -                  | -                  | -                  | -           | -           | -           | 12     | 0      |        |
| 2021-2022       | Sporting Lisbona B | TL              | 21         | 1          | -               | -               | -               | -                  | -                  | -                  | -           | -           | -           | 21     | 1      |        |
| 2022-2023       | Sporting Lisbona B | TL              | 7          | 0          | -               | -               | -               | -                  | -                  | -                  | -           | -           | -           | 7      | 0      |        |
| 2023-2024       | Sporting Lisbona B | TL              | 22         | 0          | -               | -               | -               | -                  | -                  | -                  | -           | -           | -           | 22     | 0      |        |
| 2022-2023       | Sporting Lisbona   | PL              | 1          | 0          | CP+CdL          | 0               | 0               | UEL                | 0                  | 0                  | -           | -           | -           | 1      | 0      |        |
| 2024-2025       | Arouca             | PL              | 4          | 0          | CP+CdL          | 0               | 0               | -                  | -                  | -                  | -           | -           | -           | 4      | 0      |        |
| Totale carriera | Totale carriera    | Totale carriera | 67         | 3          |                 | 0               | 0               |                    | 0                  | 0                  |             | -           | -           | 67     | 3      |        |